# Insula Smyley
Insula Smyley este o insulă antarctică amplasată la coordonatele 72°55′S 78°0′V / 72.917°S 78.000°V. Insula se află la aproximativ 20 de kilometri (12,4 mile) de Ghețarul de Shelf Stange. Ea este separată de Insula Alexandru de către Intrarea Ronne, fiind totodată una dintre cele 27 de insule ce se află în Țara Palmer, din Antarctica. 